# Lathyrus digitatus
Lathyrus digitatus är en ärtväxtart som först beskrevs av Friedrich August Marschall von Bieberstein, och fick sitt nu gällande namn av Adriano Fiori. Lathyrus digitatus ingår i släktet vialer, och familjen ärtväxter. Inga underarter finns listade i Catalogue of Life.

## Bildgalleri

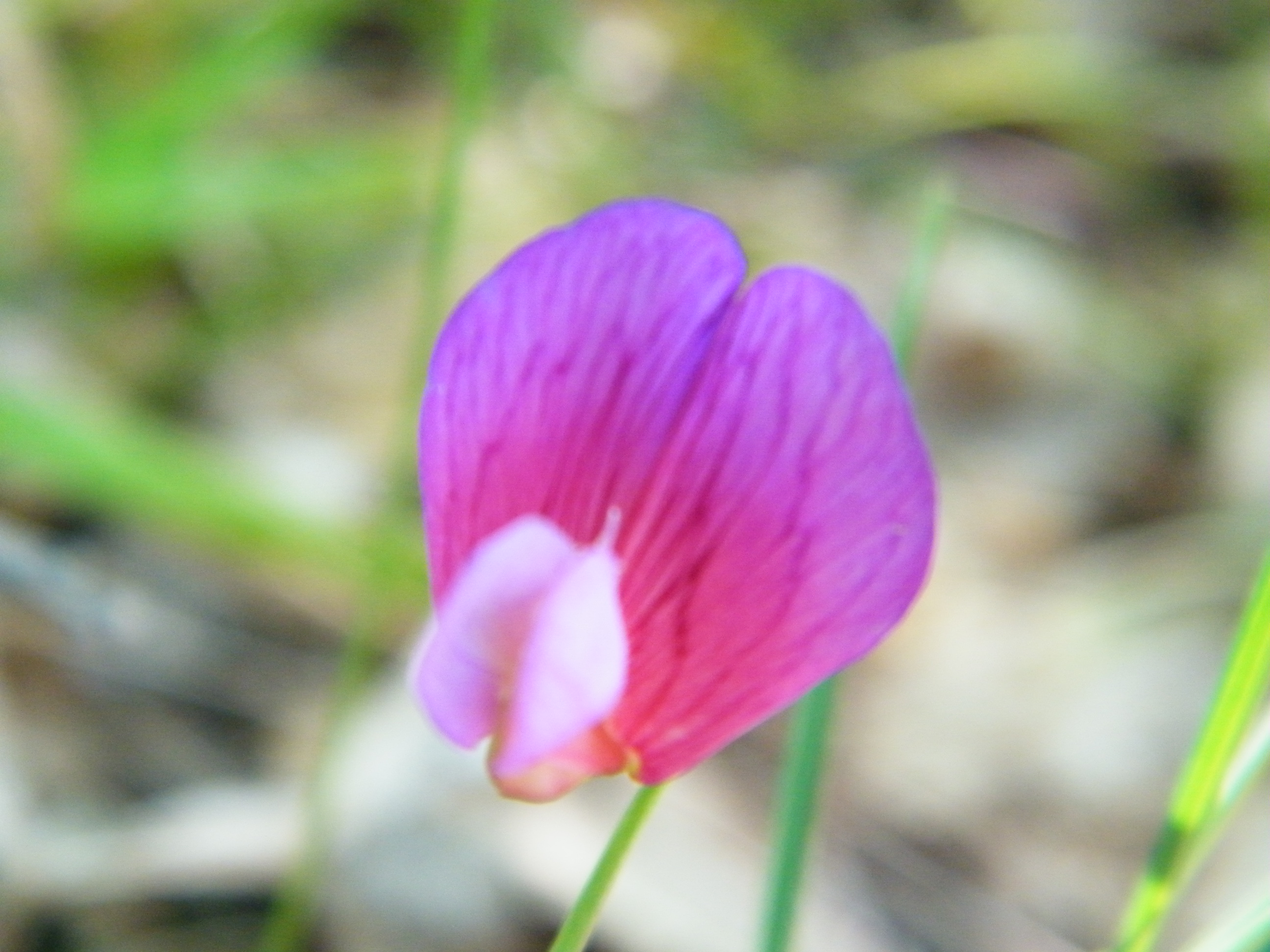
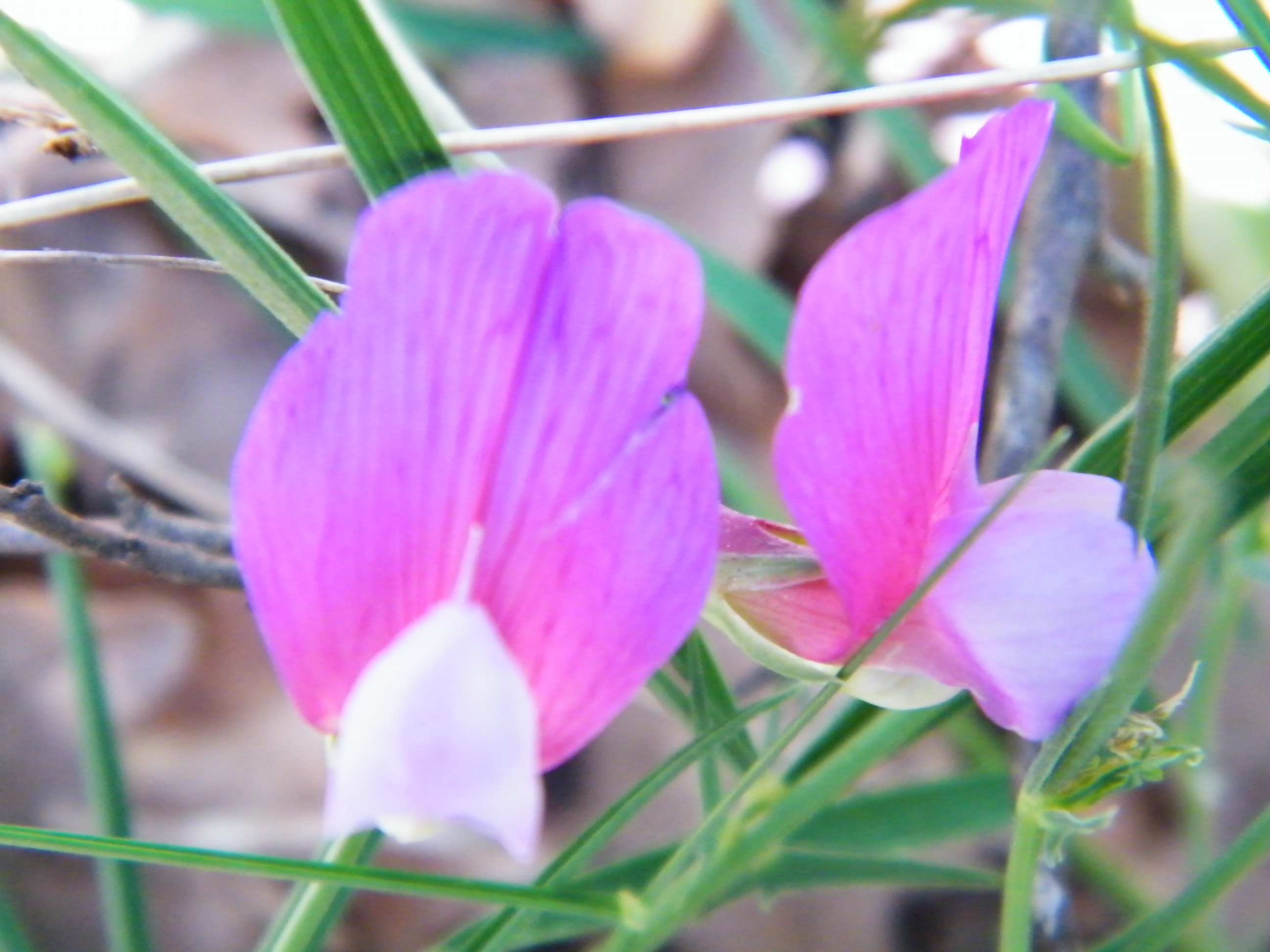